# Alejandro Llorente y Lannas
Alejandro Llorente y Lannas (Cadis, 10 d'octubre de 1814 - Madrid, 30 de desembre de 1901) va ser un polític, historiador i periodista espanyol.

## Biografia
Director de la "Revista Andaluza" i del diari "El Tiempo", en 1842 va haver de partir a l'exili després d'haver donat mort en un duel al cap polític de la província de Cadis. Acollit a l'amnistia de l'any següent, va ser elegit diputat del Congrés en diverses legislatures entre 1843 i 1857, ministre de governació en 1852, d'Hisenda i interinament de Gracia i Justícia en 1853 i d'Estat en 1864; senador en 1863, 1871 i 1876;
membre de la Reial Acadèmia de la Història des de 1872;
governador del Banco Hipotecario de España i del Banco de San Fernando entre 1875 i 1882. I també va ser nomenat cavaller de l'Orde del Toisó d'Or i cavaller gran creu de l'Orde de Carles III.

## Obres
- De la imprenta en Francia y de las últimas discusiones del cuerpo legislativo, publicat en el primer número de la Revista de España, en 1868
- La primera crisis de Hacienda en tiempos de Felipe II
- Cortes y sublevación de Cerdeña bajo la dominación española.